# Tatran Litovel (szachy)
Tatran Litovel – czeski klub szachowy z siedzibą w Litovelu, sekcja Tatrana Litovel.

## Historia
Klub powstał w 1908 roku. W 1999 roku Tatran awansował do czeskiej 1. ligi (drugi poziom), jednak w sezonie 1999/2000 z niej spadł. W 2001 roku zespół powrócił do 1. ligi, a w sezonie 2001/2002 uzyskał awans do Extraligi. W inauguracyjnym sezonie w Extralidze Tatran zajął ostatnie miejsce i spadł. W sezonie 2006/2007 zespół ponownie awansował do Extraligi. W 2008 roku klub spadł z najwyższej ligi czeskiej, powrócił do niej dwa lata później. W sezonie 2010/2011 Tatran zajął trzecie miejsce w lidze, za 1. Novoborským ŠK i A64 Grygov. W sezonie 2012/2013 klub osiągnął identyczny rezultat, kończąc rozgrywki za 1. Novoborským ŠK i Rapidem Pardubice. W 2018 roku zespół spadł z Extraligi, a rok później – z 1. ligi.
Zawodnikami klubu byli m.in. Pavel Blatný, Krzysztof Bulski, Łukasz Butkiewicz, Kamil Dragun, Jan-Krzysztof Duda, Marcel Kanarek, Jan Krejčí, Arkadiusz Leniart, Tomáš Likavský, Michał Luch, Tomáš Oral, Kacper Piorun, Daniel Sadzikowski, Kamil Stachowiak, Hannes Stefánsson, Dariusz Świercz, Marcin Tazbir, Giennadij Timoszczenko, Jacek Tomczak i Štěpán Žilka.